# Amerikaanse presidentsverkiezingen 1836
De Amerikaanse presidentsverkiezingen van 1836 gingen tussen de Democratische kandidaat en zittend vicepresident Martin Van Buren en vier verschillende kandidaten van de Whig Party.

## Nominaties
Bij de Democratische conventie die in 1835 in Baltimore werd gehouden kreeg Van Buren, die door president Andrew Jackson naar voren was geschoven als beoogd opvolger, de steun ondanks zijn geringe populariteit in de zuidelijke staten. Richard Mentor Johnson werd aangesteld als Van Burens running mate.
De Whigs nomineerden niet minder dan drie kandidaten op hun partijconventie. De partij kon geen overeenstemming bereiken over wie het vaandel van de partij moest dragen en door drie kandidaten aan te stellen die ieder in een bepaalde regio van het land populariteit genoten trachtten de Whigs om zo Van Buren een meerderheid in het kiescollege te onthouden, waarna het Huis van Afgevaardigden een beslissing zou moeten nemen tussen, zo hoopten de Whigs, hun drie kandidaten.
Daniel Webster voerde campagne in het noordoosten van de VS terwijl William Henry Harrison in het westen veel steun genoot. Hugh Lawson White moest in het zuiden stemmen veroveren. Willie Person Mangum was geen officiële kandidaat, hoewel hij wel stemmen in het kiescollege zou veroveren. Ook voor het vicepresidentschap stelden de Whigs meerdere kandidaten voor.

## Presidentskandidaten

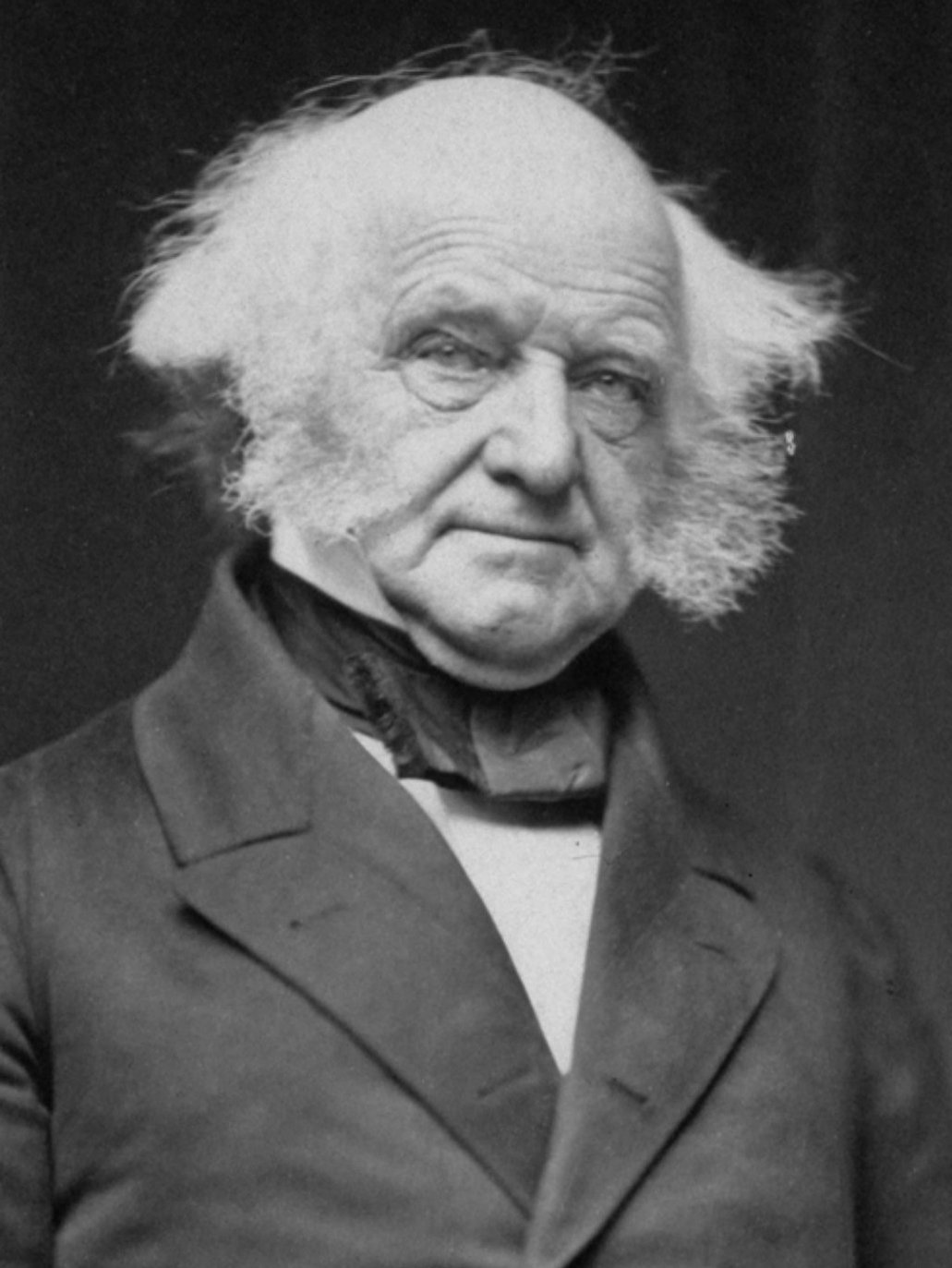
Vicepresident Martin Van Buren uit New York Democratische Partij
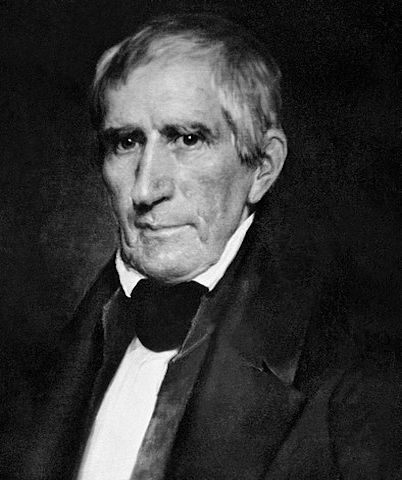
Voormalig Senator William Henry Harrison uit Ohio Whig Partij
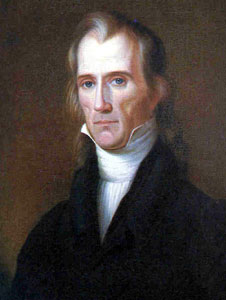
Senator Hugh White uit Tennessee Whig Partij
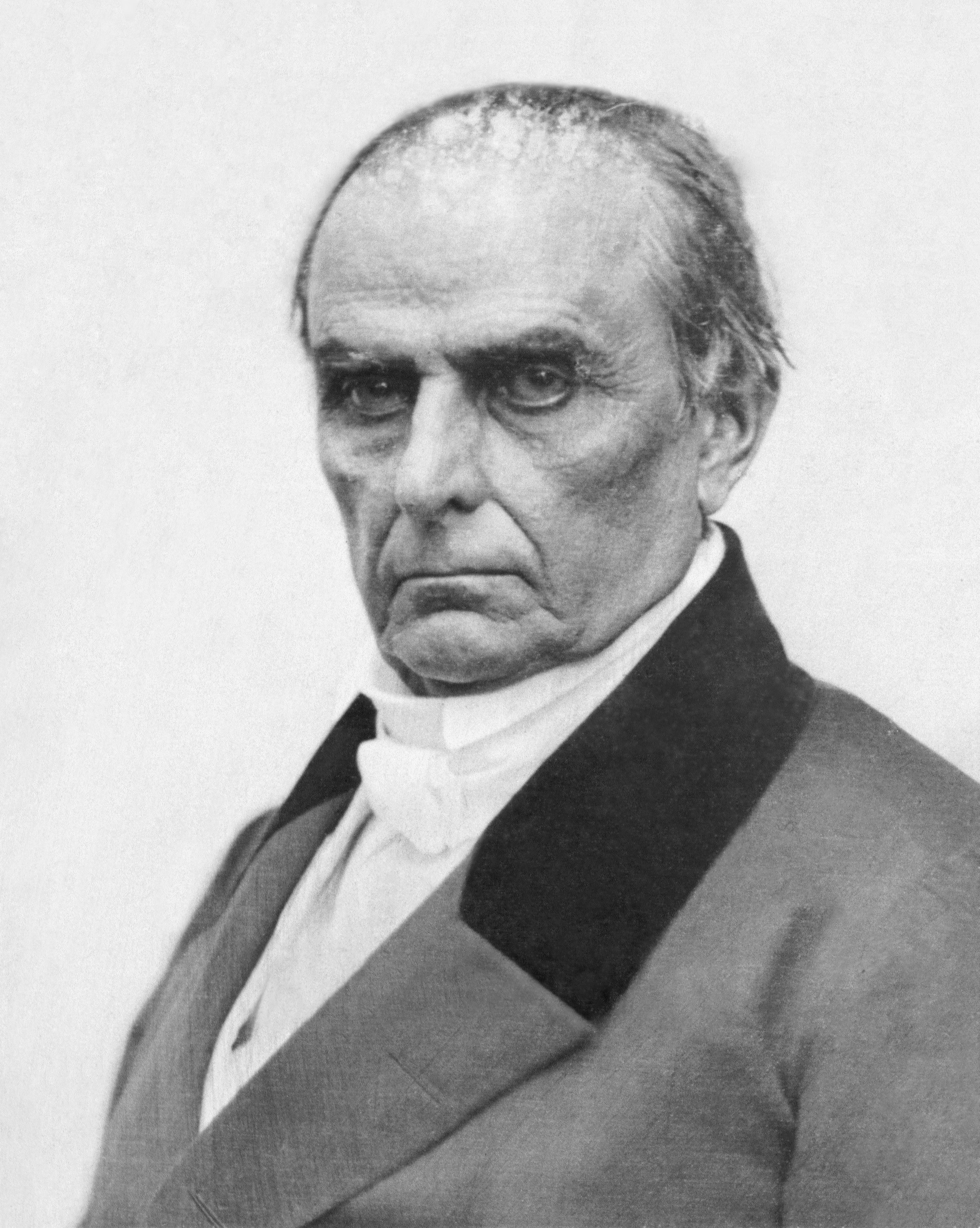
Senator Daniel Webster uit Massachusetts Whig Partij
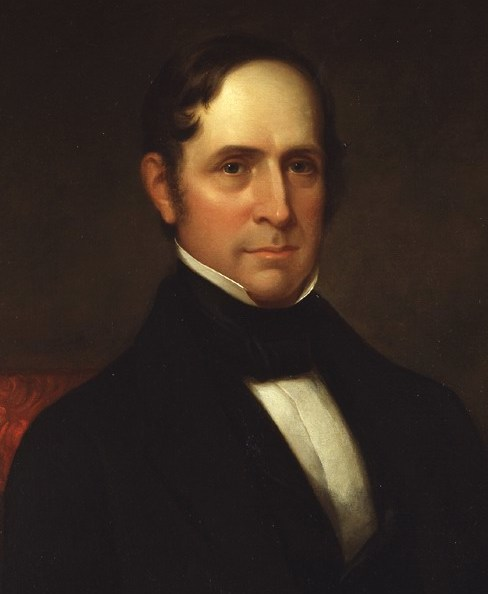
Senator Willie Mangum uit North Carolina Whig Partij

- Voormalig 
 Senator 
 William Henry 
 Harrison 
 uit Ohio 
 Whig Partij
- Senator 
 Hugh White 
 uit Tennessee 
 Whig Partij
- Senator 
 Daniel Webster 
 uit Massachusetts 
 Whig Partij
- Senator 
 Willie Mangum 
 uit North Carolina 
 Whig Partij

### Vicepresidentskandidaten
- Afgevaardigde 
 Richard 
 Mentor Johnson 
 uit Kentucky 
 Democratische Partij

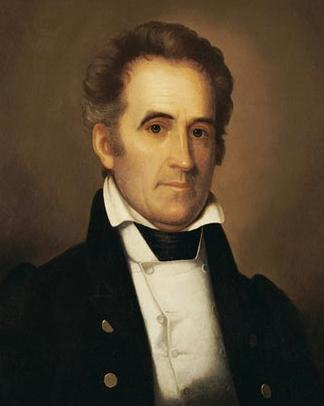
Afgevaardigde Richard Mentor Johnson uit Kentucky Democratische Partij
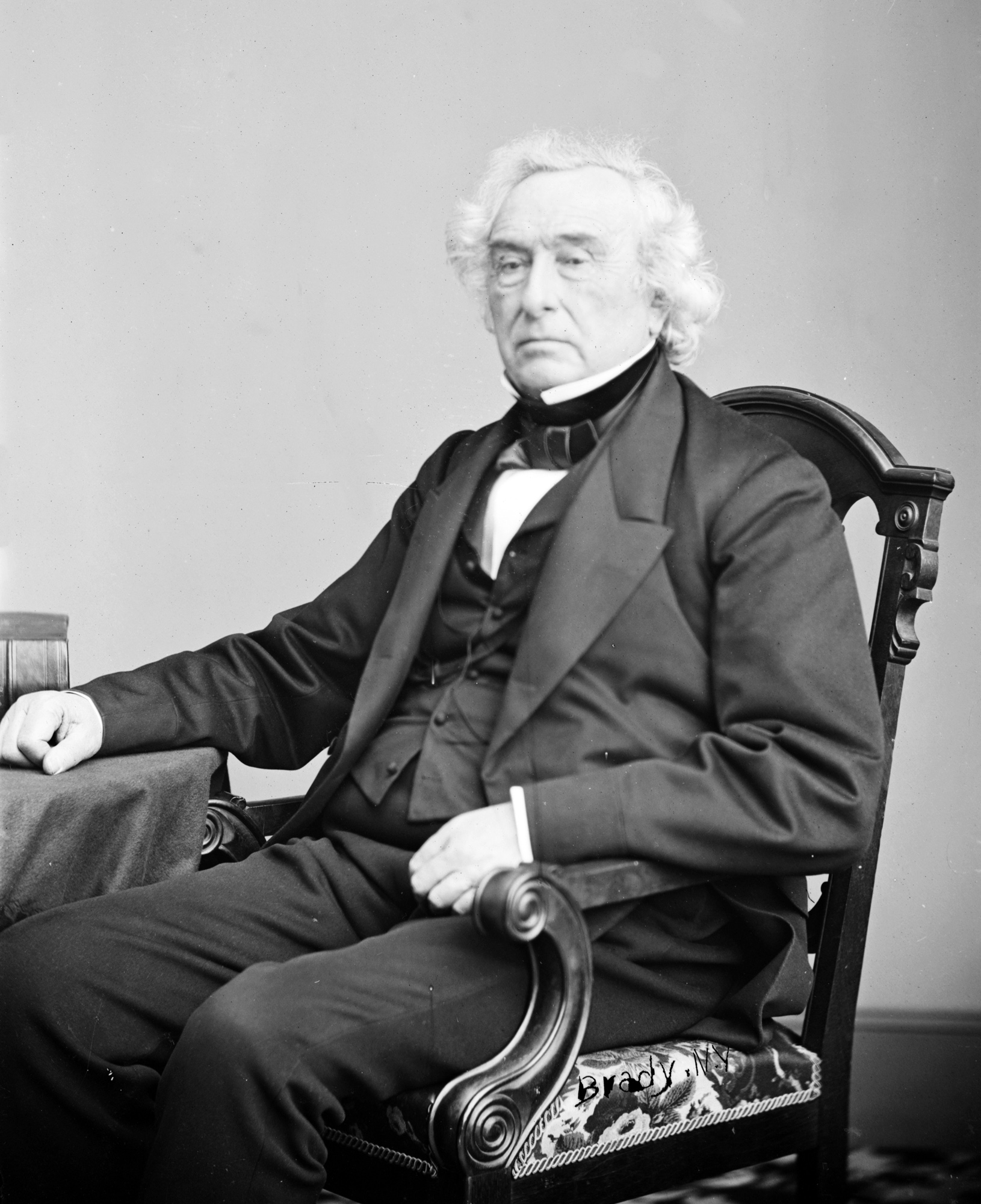
Afgevaardigde Francis Granger uit New York Whig Partij
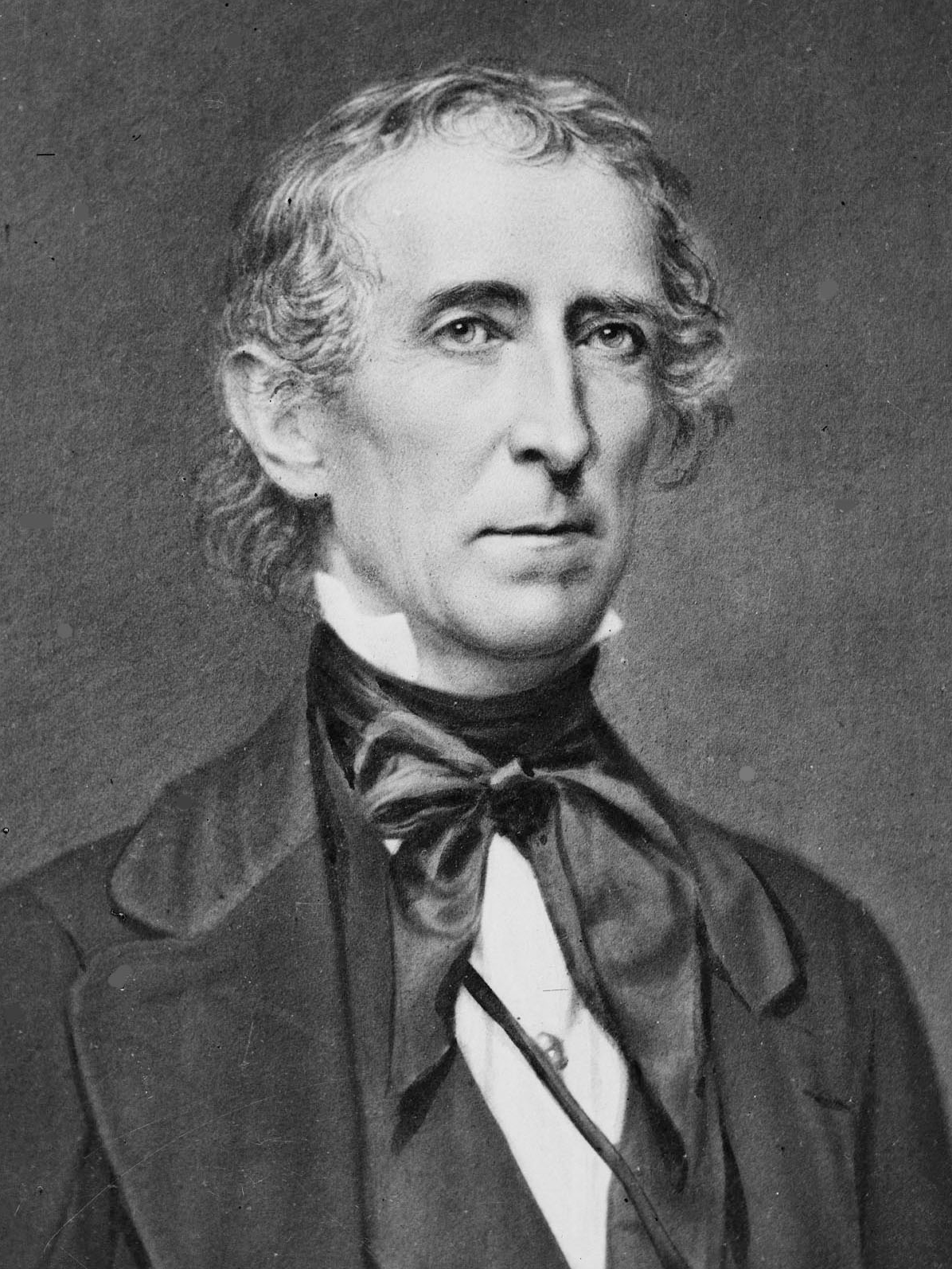
Voormalig Senator John Tyler uit Virginia Whig Partij

- Voormalig 
 Senator 
 John Tyler 
 uit Virginia 
 Whig Partij

## Campagne
Van Buren hoopte vooral zijn status als vicepresident onder de populaire Jackson uit te buiten, terwijl de Whigs zonder veel succes zijn beleidsvoornemens trachtten aan te vallen. Van Buren had de zuidelijke staten enigszins gerust weten te stellen waar het (de afschaffing van) de slavernij betrof.

## Uitslag
Van Buren won, ondanks de pogingen van de Whigs om hem een meerderheid in het kiescollege te onthouden, toch de verkiezingen door in alle regio's genoeg stemmen te veroveren om het kiescollege naar zich toe te trekken. Hij won 170 kiesmannen tegen 124 voor de Whig-kandidaten tezamen.
De race om het vicepresidentschap leverde echter geen rechtstreekse overwinnaar op. Johnson, de officiële Democratische kandidaat kreeg "slechts" 147 kiesmannen achter zich, één tekort voor een meerderheid. De Whig-kandidaat voor het op een na hoogste ambt in de VS, Francis Granger, eindigde als tweede in het kiescollege en daardoor moest, zoals voorgeschreven door de grondwet, de Senaat een beslissing nemen, die in het voordeel van Johnson uitviel.
| Kandidaat              | Partij               | Stemmen   | Percentage | Kiesmannen | Running mate                          |
| ---------------------- | -------------------- | --------- | ---------- | ---------- | ------------------------------------- |
| Martin Van Buren       | Democratische Partij | 763.291   | 50,8%      | 170        | Richard Mentor Johnson William Smith1 |
| William Henry Harrison | Whig Party           | 549.907   | 36,6%      | 73         | Francis Granger John Tyler1           |
| Hugh White             | Whig Party           | 146.107   | 9,7%       | 26         | Francis Granger John Tyler1           |
| Daniel Webster         | Whig Party           | 41.201    | 2,7%       | 14         | Francis Granger John Tyler1           |
| Willie Mangum          | Whig Party           | 0 2       | 0,0%       | 11         | Francis Granger John Tyler1           |
| Overigen               |                      | 2.305     | 0,2%       |            |                                       |
| TOTAAL                 |                      | 1.502.811 | 100%       | 294        |                                       |

Voetnoten:

1: In de strijd om het vicepresidentschap veroverde Johnson 147 kiesmannen, Granger 77, Tyler 47 en Smith 23, waarna de Senaat voor Johnson koos.

2: Mangum won de kiesmannen van South Carolina, die echter de leden van het kiescollege door de wetgevende vergadering liet aanstellen en niet door directe verkiezingen zoals elders in de VS.